# Melitaea ambrisia
Melitaea ambrisia is een vlinder uit de familie Nymphalidae. De wetenschappelijke naam van de soort is voor het eerst geldig gepubliceerd in 1935 door Higgins.